# Pascal Krauss
Pascal „Panzer“ Krauss (* 19. April 1987 in Breisach) ist ein deutscher Mixed-Martial-Arts-Kämpfer (MMA), der im Weltergewicht für die Ultimate Fighting Championship (UFC) kämpft.

## Leben und Karriere
Pascal Krauss war bis zum 5. Mai 2012 in seiner MMA-Laufbahn unbesiegt und hatte fast alle seine Gegner innerhalb der ersten beiden Runden gestoppt. Nach einem Sieg gegen John Quinn am 22. Mai 2010 bei der Cage Warriors Fighting Championship Right to Fight Event ist er der momentane Cage-Warriors-Weltergewichts-Champion. Er beerbt damit den berühmten englischen MMA-Kämpfer Dan Hardy, der den Titel 2008 nicht behalten durfte, als er bei der UFC einen Vertrag abschloss. Die bekannte MMA-Webseite sherdog.com hat am 24. Juli 2010 ein Interview mit Pascal für ihre „Prospect-Watch“-Kolumne veröffentlicht. Sherdog.com erwähnt ihn auch in einem Artikel vom 28. Juli 2010 über 'die Top 10 der unbesiegten europäischen MMA-Kämpfer der Zukunft'.
Pascal Krauss’ Kampfsportkarriere begann im Alter von 14, als er mit Boxen anfing. Während seiner fünfjährigen Laufbahn als Boxer gewann er einen Deutschen Juniorenmeistertitel und wurde Zweiter bei den Deutschen Meisterschaften. Dieser zweite Platz war seine einzige Niederlage in insgesamt 18 Boxkämpfen. Er war ebenfalls bei den Junioren des Freiburger Ringervereins 'RKG Freiburg 2000' aktiv. Durch seinen Kontakt zum Judo-Schwarzgurt und Free-Fighter Gregor Herb begann Pascal 2007 mit Brazilian Jiu-Jitsu (BJJ) und bestritt bald seinen ersten MMA-Kampf. Im Jahr 2009 verbrachte er einige Zeit in Rio de Janeiro, Brasilien, um unter dem anerkannten BJJ-Trainer Roberto „Gordo“ Correa zu trainieren. Nach acht Wochen Training mit anderen MMA-Kämpfern wie Antonio Braga Neto, Rafael dos Anjos, Delson Heleno und der Legende Vitor Belfort wurde Pascal der blaue Gurt verliehen. Eine Reise durch die USA im Frühjahr 2010 führte Pascal unter anderem in Renzo Gracies MMA-Akademie in New York und zum Cesar Gracie MMA Team. In letzterem Gym trainierte Pascal mit den berühmten Kämpfern Jake Shields, Nick Diaz, Nate Diaz und Gilbert Melendez.
Im August 2010 hat Krauss einen Vertrag über insgesamt vier Kämpfe bei der Ultimate Fighting Championship unterschrieben. Sein UFC-Debüt gab er am 13. November 2010 bei der UFC 122 in Oberhausen, wo er Mark Scanlon aus England nach Punkten besiegte.
Krauss musste nach seinem Kampf gegen Scanlon verletzungsbedingt über ein Jahr lang pausieren. Ein lange geplanter Kampf gegen den Briten John Hathaway fand am 5. Mai 2012 statt. Krauss verlor den Kampf einstimmig nach Punkten.
Am 29. September 2012 sollte Krauss bei UFC on Fuel TV 5 in Nottingham, England auf den ungeschlagenen Isländer Gunnar Nelson treffen. Knapp zwei Wochen vor der Veranstaltung verletzte sich Krauss jedoch erneut und musste den Kampf absagen.
Krauss traf dann am 26. Januar 2013 bei UFC on Fox 6 auf Mike Stumpf und setzte sich deutlich nach Punkten durch.
2014 nahm er an der RTL-Kuppelshow Die Bachelorette teil.

## MMA-Statistik
| Ergebnis   | Profi-Rekord | Gegner                                | Datum              | Veranstaltung                     | Methode                        | Runde | Zeit |
| ---------- | ------------ | ------------------------------------- | ------------------ | --------------------------------- | ------------------------------ | ----- | ---- |
| Sieg       | 1-0          | Manuel Sagmeister                     | 27. Januar 2008    | Shido – This is Shido 3           | Aufgabe (Kimura)               | 1     | 3:30 |
| Sieg       | 2-0          | Michael „Powerhouse“ Heist            | 5. April 2008      | GF 2 – Gorilla Fight 2            | Aufgabe (Keylock)              | 1     | 4:45 |
| Sieg       | 3-0          | Kristian Ozimec                       | 6. Dezember 2008   | FNF – Fight Night Freiburg        | Aufgabe (Rear-Naked Choke)     | 1     | 3:24 |
| Sieg       | 4-0          | Kamil Lipski                          | 1. März 2009       | Hamburger Käfig – Second Strike   | TKO (Schläge)                  | 2     | 2:33 |
| Sieg       | 5-0          | Dominique Stetefeld                   | 23. August 2009    | La Onda – Fight Night Special 3   | Aufgabe (Rear-Naked Choke)     | 1     | 1:09 |
| Sieg       | 5-0          | Dominique Stetefeld                   | 23. August 2009    | La Onda – Fight Night Special 3   | Aufgabe (Rear-Naked Choke)     | 1     | 1:09 |
| Sieg       | 6-0          | Gökmen Dalli                          | 19. September 2009 | Shooto – Switzerland 6            | Aufgabe (Brabo Choke)          | 2     | 4:33 |
| Sieg       | 7-0          | Mehdi Mahouche                        | 10. Oktober 2009   | FNF 2 – Fight Night Freiburg 2    | Aufgabe (Rear-Naked Choke)     | 1     | 4:23 |
| Sieg       | 8-0          | Srdjan „Crazy Serbian Dancer“ Sekulic | 20. Dezember 2009  | WFC 9 – Restart                   | TKO (Schläge)                  | 2     | 2:24 |
| Sieg       | 9-0          | John Quinn                            | 22. Mai 2010       | Cage Warriors: Right to Fight     | Aufgabe (Rear-Naked Choke)     | 2     | 4:47 |
| Sieg       | 10-0         | Mark „Scano“ Scanlon                  | 13. November 2010  | UFC 122 – Marquardt vs. Okami     | Punktentscheidung (einstimmig) | 3     | 5:00 |
| Niederlage | 10-1         | „The Hitman“ John Hathaway            | 5. Mai 2012        | UFC on Fox 3 – Diaz vs. Miller    | Punktentscheidung (einstimmig) | 3     | 5:00 |
| Sieg       | 11-1         | Mike Stumpf                           | 26. Januar 2013    | UFC on Fox 6 – Johnson vs. Dodson | Punktentscheidung (einstimmig) | 3     | 5:00 |
| Niederlage | 11-2         | „The Ace“ Hyun Gyu Lim                | 31. August 2013    | UFC 164 – Henderson vs. Pettis 2  | KO (Knie und Schläge)          | 1     | 3:58 |